# Saint George's Island
Saint George's Island är en ö i Bermuda (Storbritannien).   Den ligger i parishen St. George's, i den nordöstra delen av landet, 14 km nordost om huvudstaden Hamilton. Arean är 2,8 kvadratkilometer.
Terrängen på Saint George's Island är mycket platt. Öns högsta punkt är 48 meter över havet.